# Cobra Starship
Cobra Starship est un groupe de dance-pop américain, originaire de New York. Il est formé en 2006 par Gabe Saporta : l'ex-bassiste et chanteur du groupe Midtown. Le nom du groupe est choisi par Gabe Saporta qui dit avoir « vu un serpent venu de l'espace » qui l'aurait « mordu au cou et enseigné la fin que l'humanité devrait prendre ». Dès lors, Gabe Saporta se donne pour mission de faire danser les foules.

## Biographie

### Débuts (2006–2008)

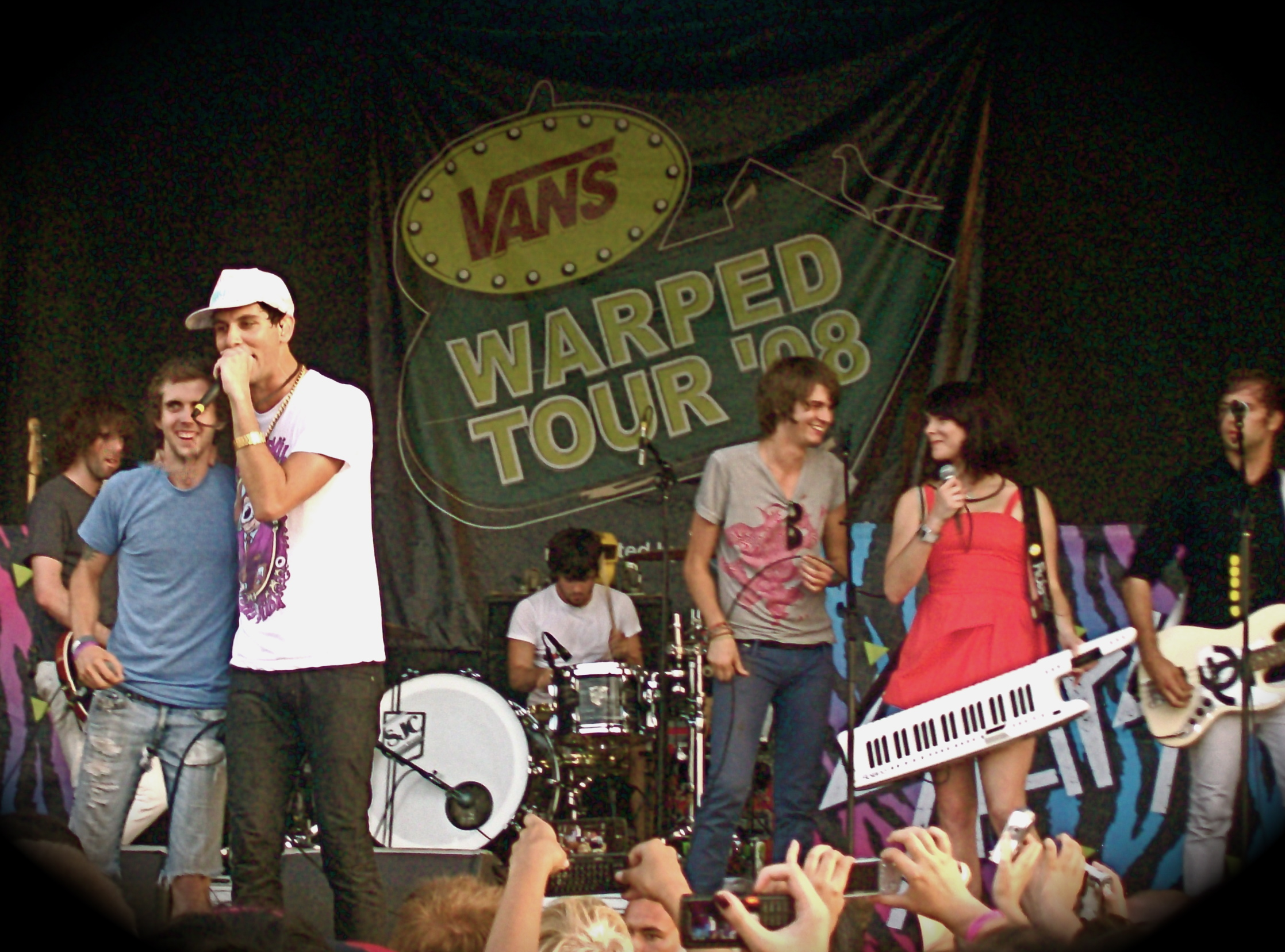
Cobra Starship en concert en 2008.

Cobra Starship est devenu un projet à plein temps pour Gabe Saporta après la dissolution de son ancien groupe, Midtown.
Le groupe signe avec les labels Decaydance Records et Fueled By Ramen en juillet 2006. Leur premier album While the City Sleeps, We Rule the Streets (littéralement « Lorsque la ville dort, nous régnons sur les rues ») est sorti le 10 octobre 2006, et comprend le single Snakes on a Plane (Bring It) sur laquelle de nombreux artistes poseront leurs voix, à savoir William Beckett du groupe The Academy Is..., Travis McCoy des Gym Class Heroes, Maja Ivarsson de The Sounds, et qui devient la bande originale du film Des serpents dans l'avion. Samuel L. Jackson participe d'ailleurs au clip vidéo de cette chanson. Les singles qui suivent sont The Hot Church of Addiction et Send My Love to the Dancefloor, I'll See You in Hell (Hey Mister DJ).
Leur deuxième album, ¡Viva la Cobra!, est publié le 23 octobre 2007. Il est produit par Patrick Stump qui participe aussi aux chœurs de certaines chansons. L'album est publié à la suite d'une tournée mondiale, le Really Really Ridiculously Good Looking Tour (la tournée vraiment magnifique) qui eut pour invités Metro Station, The Cab et les We the Kings. La tournée a lieu de janvier à mars 2008.
Ils joueront aussi lors du Vans Warped Tour en 2008. La couverture de l'album ¡Viva la Cobra! inspirera la publicité du Ipod nano violet de la marque Apple.

### Hot Mess(2009–2010)

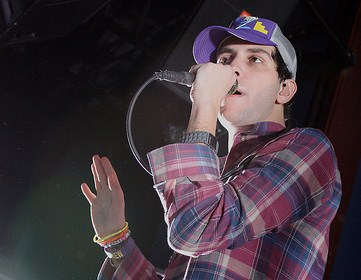
Gabe Saporta, le 28 novembre 2009.

À la suite du succès du titre I Kissed a Girl de Katy Perry, les Cobra Starship décident de s'approprier le titre, et de sortir leur propre version, intitulée I Kissed a Boy, durant l'été 2008. La chanson est publiée le 25 août 2008 sur la compilation To the New Administration à l'occasion de la campagne Citizens Our Betterment lancée par Fall Out Boy. Les Cobra Starship faisaient partie des neuf artistes ayant participé au Remix Project du site web thetruth.com. Les Cobra Starship apparaissent également en première partie de la tournée Believers Never Die (Part Deux), en avril aux côtés des groupes All Time Low, Metro Station, et Hey Monday. Ils passent alors le mois d'avril, ainsi que le début mai, sur différentes scènes, la plupart du temps aux États-Unis et au Royaume-Uni.
En 2009, le groupe se rend dans un chalet en Pennsylvanie, à la recherche d'inspiration. Ils diffusent en direct les images de leur séjour via une caméra sur le site Stickman, créant le Shelf Kids club. Après leur séjour, ils annoncent la sortie d'un nouvel album durant l'été. Le groupe travaille avec Kara DioGuardi, Kevin Rudolf, KarateE! Mouse, S*A*M, Sluggo, et des producteurs tels que Benny Blanco, Patrick Stump et même B.o.B (pour l'édition deluxe uniquement), afin de créer Hot Mess, qui deviendra finalement leur troisième album. Leighton Meester, une des principales actrices de la série pour adolescents Gossip Girl, se retrouve sur la chanson Good Girls Go Bad, produit par Kevin Rudolf et coécrit par Kara DioGuardi. Cette chanson est le premier tube de l'album, ajoutée le 11 mai sur iTunes et mis à l'écoute gratuitement sur le MySpace officiel du groupe. En outre, des autres chansons comme Pete Wentz Is the Only Reason We're Famous, sont ajoutées sur leurs pages YouTube et Bebo.
Le groupe commence la promotion de ce troisième album le 3 août 2009. La tournée qui s'ensuit, intitulée Hot Mess Across The US Tour, comporte 21 villes et inclut des invités comme The Friday Night Boys et DJ Skeet Skeet. Les Plasticines ayant été supprimées de la tournée, les Cobra Starship décident d'auditionner des groupes et de permettre aux fans de voter pour leur favoris sur leur blog officiel. Le groupe The Audition remporte la place et tourne avec le groupe.

### Night Shades(2011–2014)
Cobra Starship annulent leur tournée australienne 2011 pour terminer leur quatrième album. Ils ont travaillé avec Ryan Tedder et Kara DioGuardi pour le nouvel album. Sur Tumblr, Saporta annonce une chanson hors de l'album, intitulée Don't Blame the World, It's the DJ's Fault. Une vidéo est mise en ligne montrant une aubergine avec des lunettes et un casque pour cette chanson. Saporta annonce via Twitter que le nouvel album sera appelé Night Shades. Le premier single sera disponible le 10 mai 2011, et s'appelle You Make Me Feel. Night Shades est annoncé pour le 30 août ; les titres You Make Me Feel et #1Nite feront partie de l'album.
Le 17 février 2014, Midtown annonce une apparition au Skate and Surf Festival. Le 19 avril 2014, Cobra Starship est de retour en studio pour enregistrer de nouvelles chansons. Ils publient le single Never Been in Love avec Icona Pop le 25 août 2014. Le 21 octobre 2014, Suarez et Ryland lquittent le groupe pour suivre leur propre carrière solo.

### Séparation (2015)
Le 10 novembre 2015, ils annoncent sur leur site web leur séparation. Andy Barr tournera avec le groupe de rock America en octobre 2016.

## Membres

### Derniers membres
- Gabe Saporta – chant (2005–2015)
- Nate Novarro – batterie, chœurs (2005–2015)
- Victoria Asher – keytar, claviers, chœurs (2007–2015)
- Eric Halvorsen – basse, chœurs (2014–2015)
- Andy Barr – guitare solo (2014–2015)

### Anciens membres
- Elisa Schwartz – keytar, chœurs (2005–2007)
- Ryland Blackinton – guitare solo, chœurs (2005–2014)
- Alex Suarez – basse, chœurs (2005–2014)

## Discographie
- 2006 : While the City Sleeps, We Rule the Streets
- 2007 : ¡Viva la Cobra!
- 2009 : Hot Mess
- 2011 : Night Shades

## Apparitions
- 2011 : 90210 : saison 4, épisode 5
- Gossip Girl : saison 5, épisode 22